# 本
【本】 — китайський ієрогліф. Один з 996 ієрогліфів, обов'язкових для вивчення в японській початковій школі.Дуже часто використовується на письмі в японській мові.

## Значення
1. основа, база.
1) початок.
2) корінь.
3) базис; головна частина; серцевина.
4) джерело.
5) головна лінія роду.
6) пращури.
7) батьки.
8) правитель.
9) держава.
10) серце.
11) характер.
12) мораль.
13) сільське господарство.
14) готівка.
15) давнина.
2. засновуватися, базуватися.
3. правильний.
4. головний.
5. присвійний займенник першої особи.
6. книга.
7. рахівний суфікс для трав і тонких довгих предметів.

Ключ: 75 (木 + 1);  Кількість рисок: 5.
Введення ієрогліфа методом цанзє: 木一 (DM); Введення ієрогліфа чотирикутним методом: 50230. Складається з: ⿻木一.

## Прочитання
| Китайська         |                   |                   |                   |                 |                 |
| Мандаринська мова | Мандаринська мова | Мандаринська мова | Мандаринська мова | Кантонська мова | Кантонська мова |
| чжуїнь            | піньїнь           | Вейд-Джайлз       | кирилиця          | ютпхін          | Єль             |
| ㄅㄣˇ             | běn               | pen3              | бень              | bun2            | bun2            |

| Корейська |         |               |              |        |          |
|           | хангиль | стара латинка | нова латинка | Єль    | кирилиця |
| Звук:     | 본      | pon           | bon          | pon    | пон      |
| Назва:    | 근본    | kûnbon        | geunbon      | kunpon | кинбон   |

| Японська |             |             |              |
|          | кана        | латинка     | кирилиця     |
| Он:      | ほん        | hon         | хон          |
| Кун:     | もと        | moto        | мото         |
| Ім'я:    | なり はじめ | nari hajime | нарі хадзіме |